# Палмер, Ди
Ди Па́лмер, ранее Дэ́вид Па́лмер (англ. Dee Palmer [David Palmer], 2 июля 1937, Лондон, Великобритания) — британский композитор, аранжировщик и клавишник более всего известный как участник группы Jethro Tull.

## Карьера

### Ранние годы
Палмер училась в Королевской академии музыки вместе с Ричардом Родни Беннеттом, получив премию Эрика Коутса и премию Бузи и Хоукса, и во время обучения преподавала кларнет второкурсникам. Она стала членом Королевской академии музыки в 1994 году.

### Jethro Tull и другие работы
Продолжая свою раннюю карьеру в качестве аранжировщицы, Палмер записала свой первый альбом Nicola в 1967 году вместе с Бертом Дженшем. Затем её направили к Терри Эллису, тогдашнему руководителю Jethro Tull, который записывал свой первый альбом в Sound Techniques Studio в лондонском Челси. Вскоре Палмер подготовила аранжировки композиции Мика Абрахама «Move On Alone» из альбома This Was. Эта работа и профессиональное выступление привлекли её внимание к группе, и она вскоре должна была снова посетить их с аранжировкой струнного квартета к «A Christmas Song». Палмер аранжировала струнные, медные и духовые партии для песен группы в конце 1960-х и начале 1970-х годов, прежде чем официально присоединиться к группе в 1976 году и в основном играть на электронных клавишных инструментах.
В 1980 году лидер группы Иэн Андерсон намеревался выпустить альбом A с другими музыкантами в качестве сольного проекта, но его звукозаписывающий лейбл убедил его выпустить альбом под именем Jethro Tull. Это привело к тому, что все участники группы, включая Палмер, ушли, кроме гитариста Мартина Барра и самого Андерсона. Палмер создала новую группу, Tallis, с бывшим пианистом и органистом Jethro Tull Джоном Эваном. Новая группа не была коммерчески успешной, и Палмер вернулась к озвучиванию фильмов.
Начиная с 1980-х годов, Палмер выпустила несколько альбомов с оркестровыми аранжировками музыки различных рок-групп, включая Jethro Tull, Pink Floyd, Genesis, Yes, The Beatles и Queen.

## Трансгендерный переход
В 1998 году Палмер сделала каминг-аут, рассказав, что она трансгендер и интерсекс, сменив имя на Ди. Палмер родилась с неоднозначными гениталиями и при рождении была записана мальчиком и впоследствии перенесла несколько операций, последняя из которых была сделана, когда ей было за двадцать лет. Палмер сообщила, что гендерная дисфория была частью её жизни с тех пор, как она была ребёнком, и что дисфория «вернулась» после смерти её жены Мэгги в 1995 году.